# Bochoř
Bochoř (německy Bochorsch) je obec ležící v okrese Přerov. Žije zde 968 obyvatel.
Okolní vesnice jsou Věžky, Vlkoš, Lověšice, Troubky a Říkovice.

## Název
Název vesnice byl odvozen od osobního jména Bochoř (které vzniklo rozšířením z osobního jména Boch, což byla domácká podoba jména Boleslav) a znamenalo "Bochořův majetek".

## Historie
První písemná zmínka pochází z roku 1294.
Během povodní v roce 1997 byla obec silně zasažena, celkem bylo zničeno 70 domů. Celkové škody na zemědělských prostorech, komunikacích, kanalizaci, veřejném osvětlení, obecních budovách, plynovém vedení a zvířatech dosáhla částky 99 miliónů Kč. Po povodních došlo díky přílivu finančních prostředků k celkové obnově obce a k vybudování několika sociálních budov (dům s pečovatelskou službou a obecní byty).

## Obecní správa a politika
Obec se člení na dvě základní sídelní jednotky: Bochoř a Včelíny.

## Zajímavosti
- od Přerova vjíždíme do Bochoře ulicí Přerovská
- od Vlkoše přijíždíme ulicí Vlkošská
- Bochoř se může chlubit kostelem, travnatým hřištěm, lázněmi Bochoř

## SK Bochoř

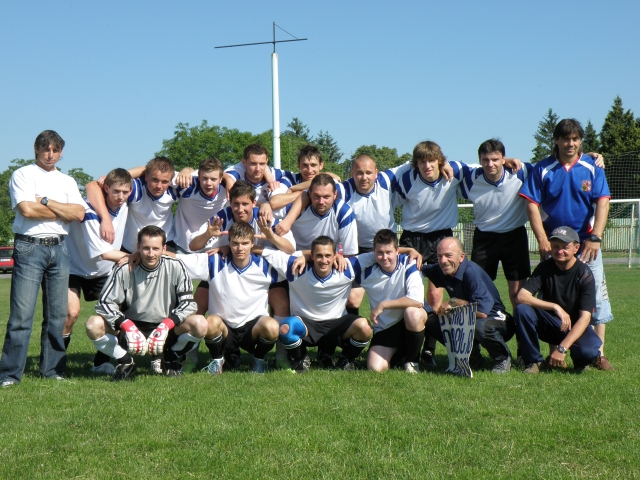
SK Bochoř

Sportovní klub Bochoř zahrnuje např. fotbalový klub SK Bochoř a jiné sportovní okruhy. Je navštěvován od malých dětí, přes aktivní fotbalisty až k seniorům a důchodcům. Sporty se provozují v sokolovně, či na hřišti stojícím opodál. Roku 2008 byla sokolovna nově opravena.

## Pamětihodnosti
- Kostel sv. Floriána

## Galerie

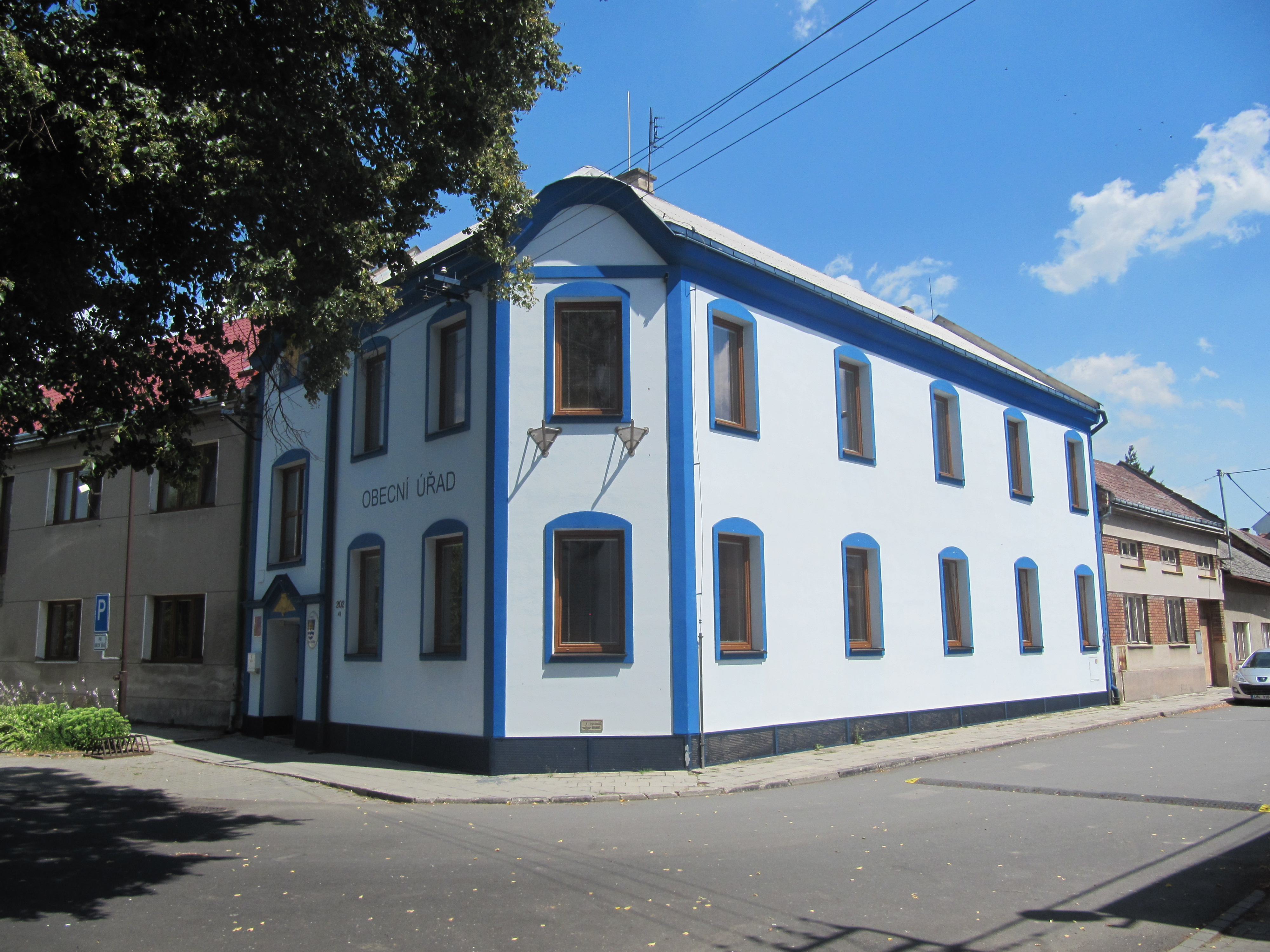
Obecní úřad
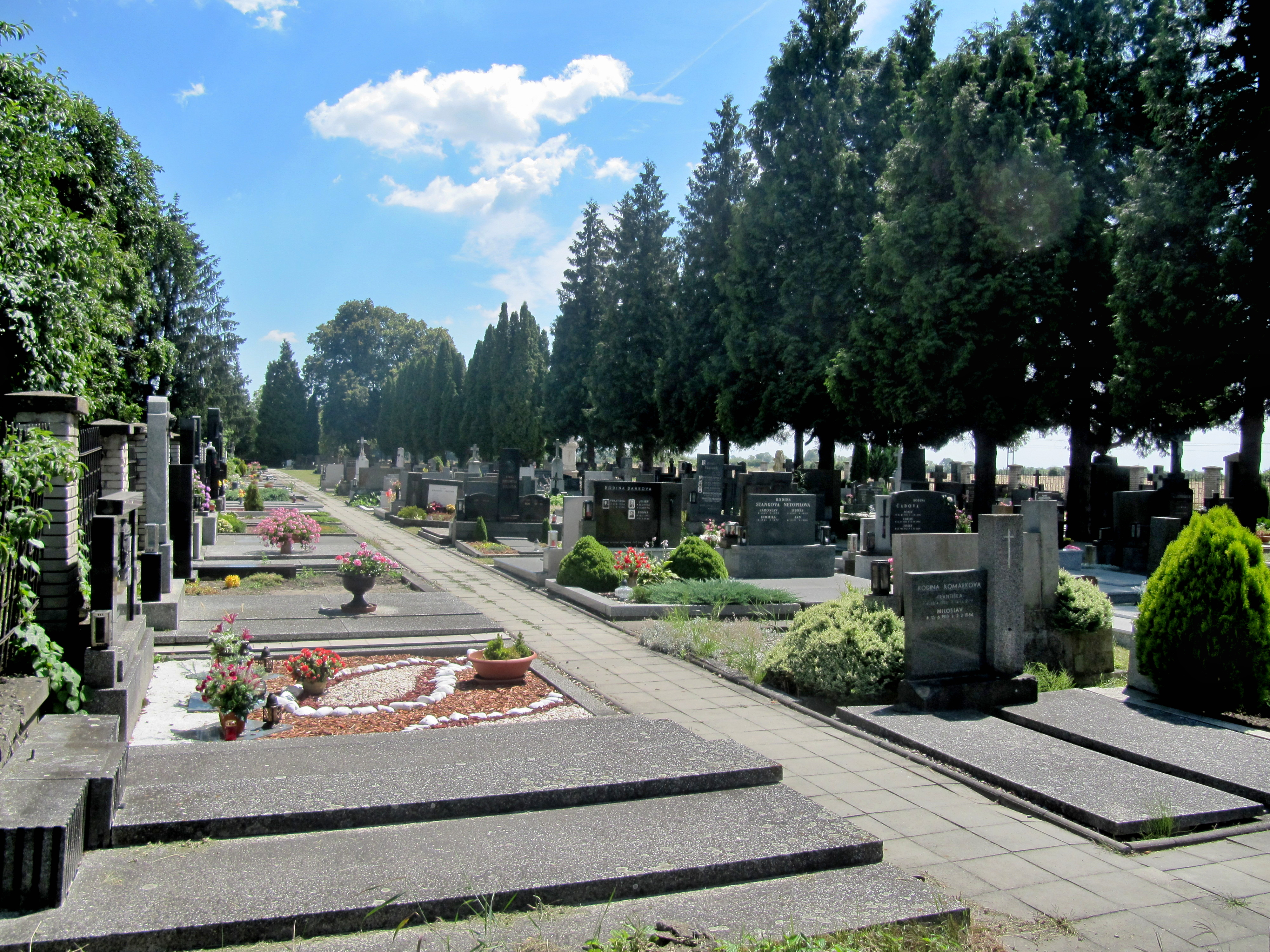
Hřbitov
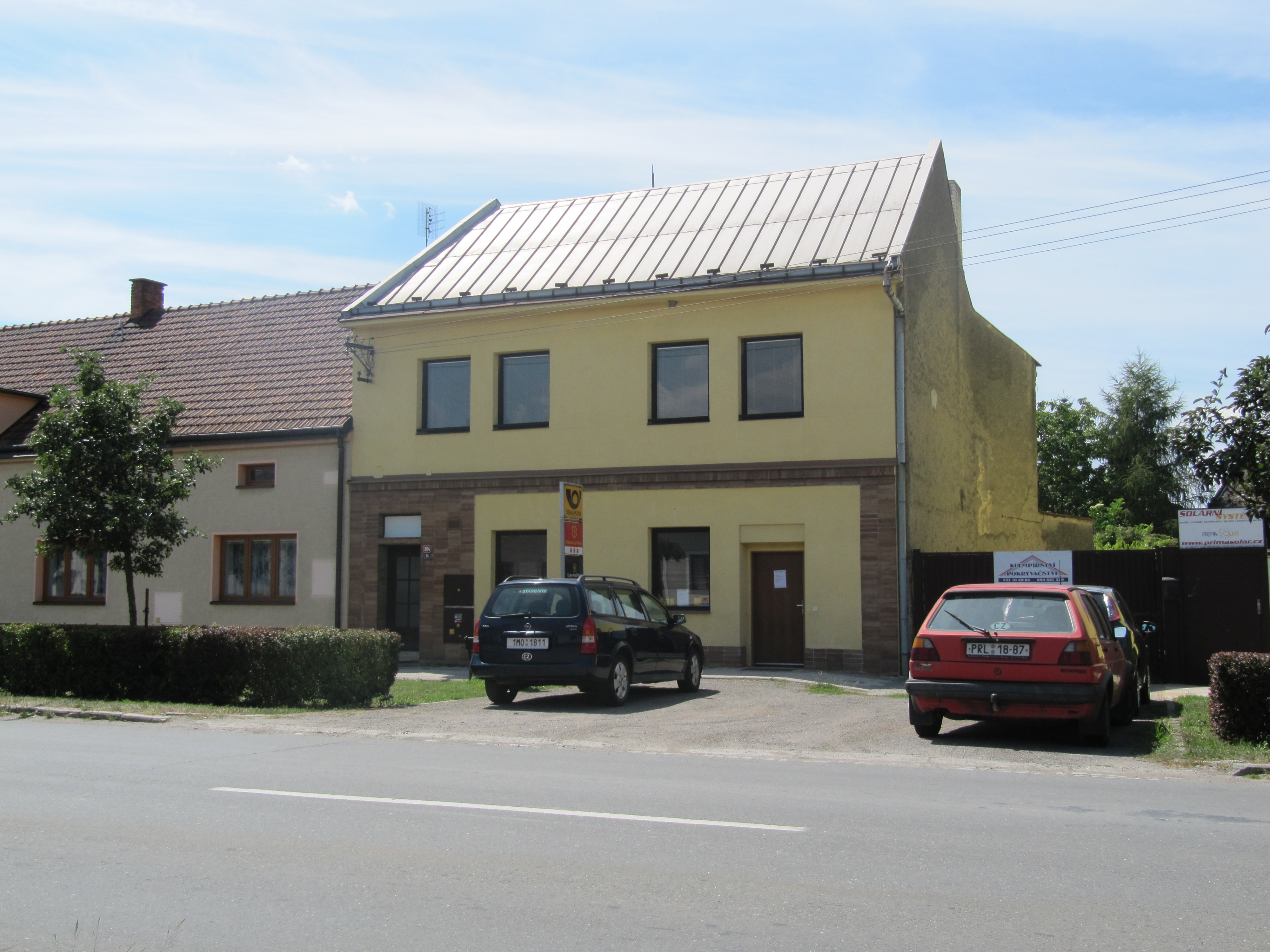
Pošta
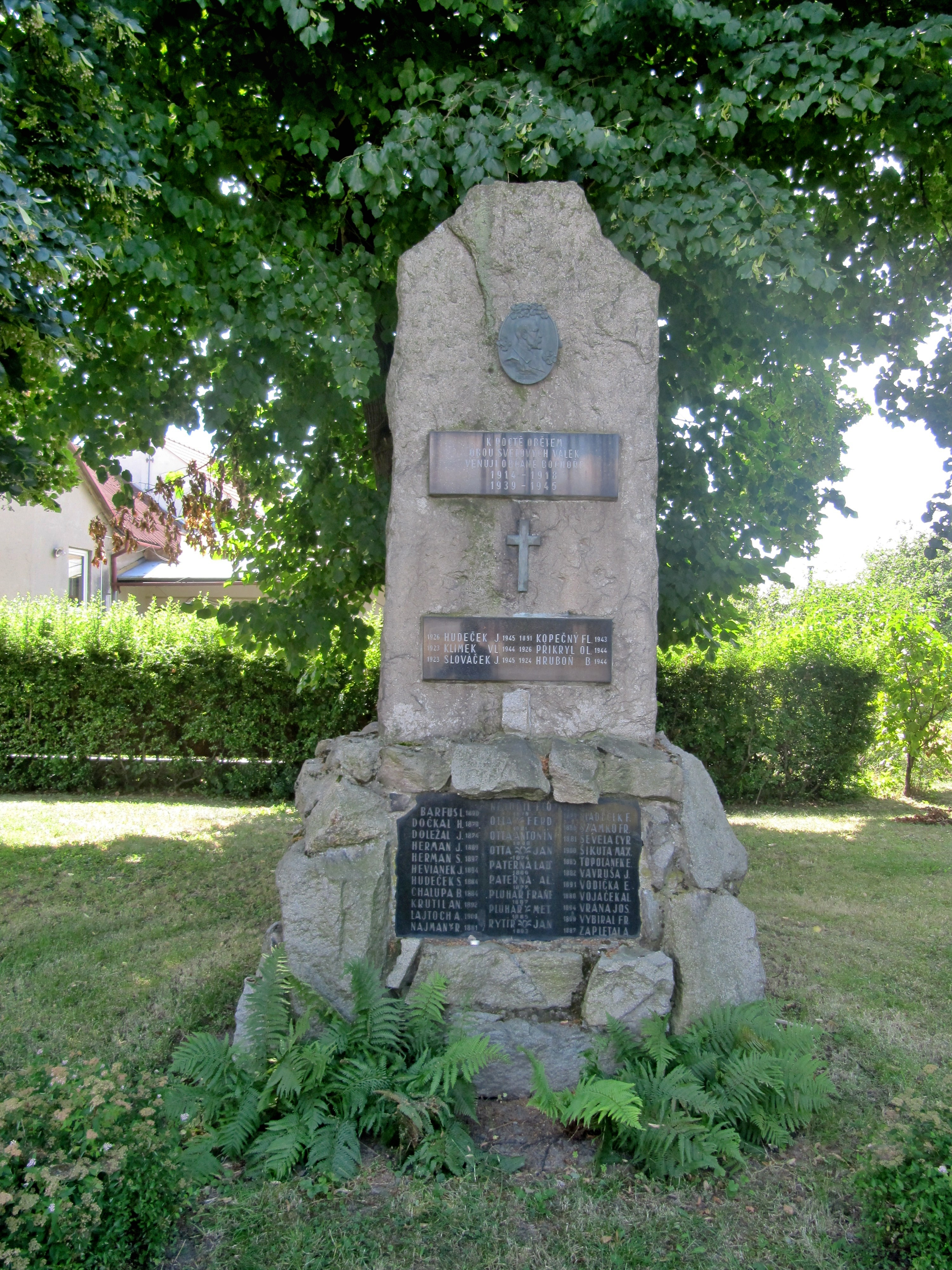
Pomník
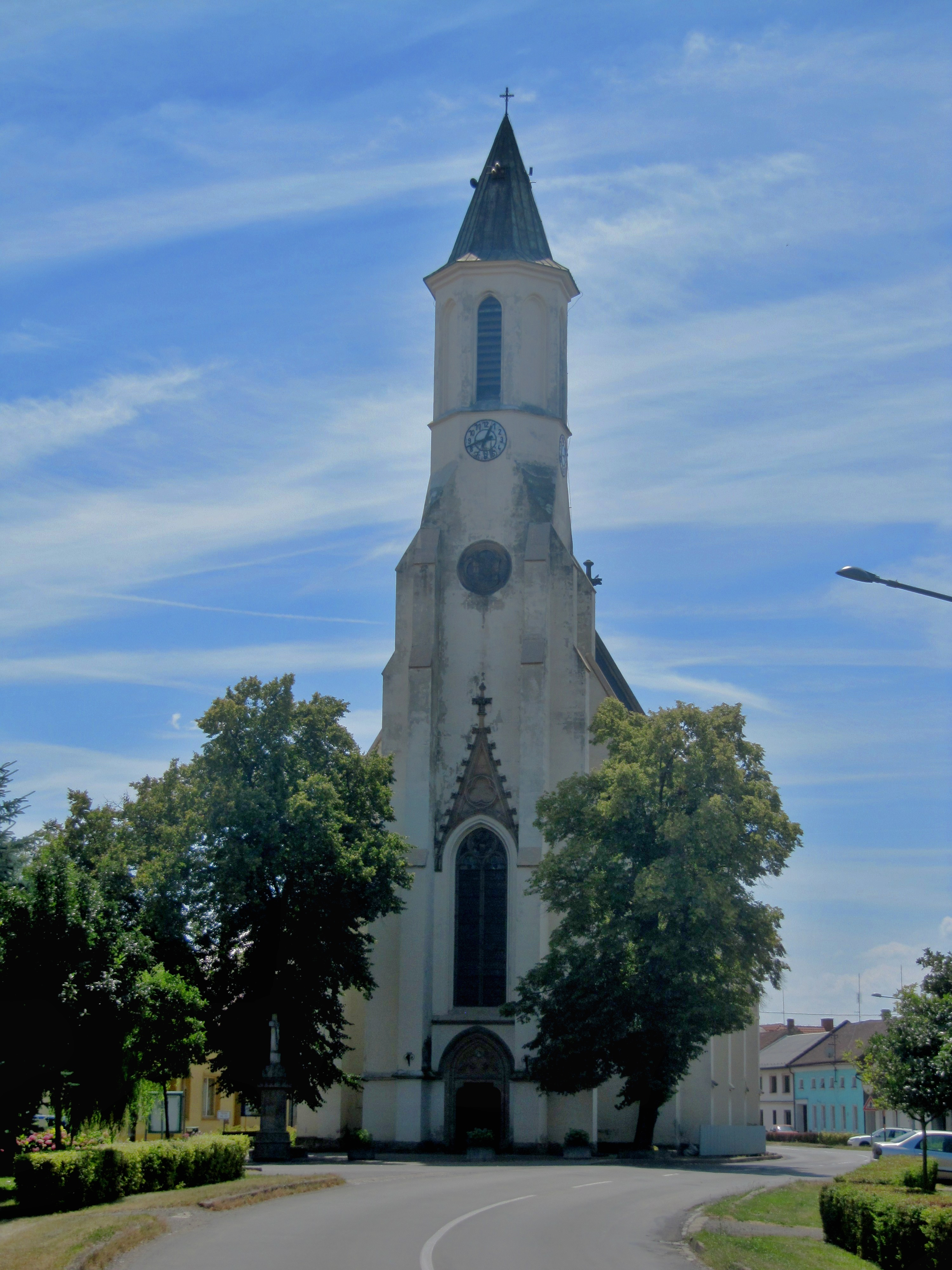
Kostel
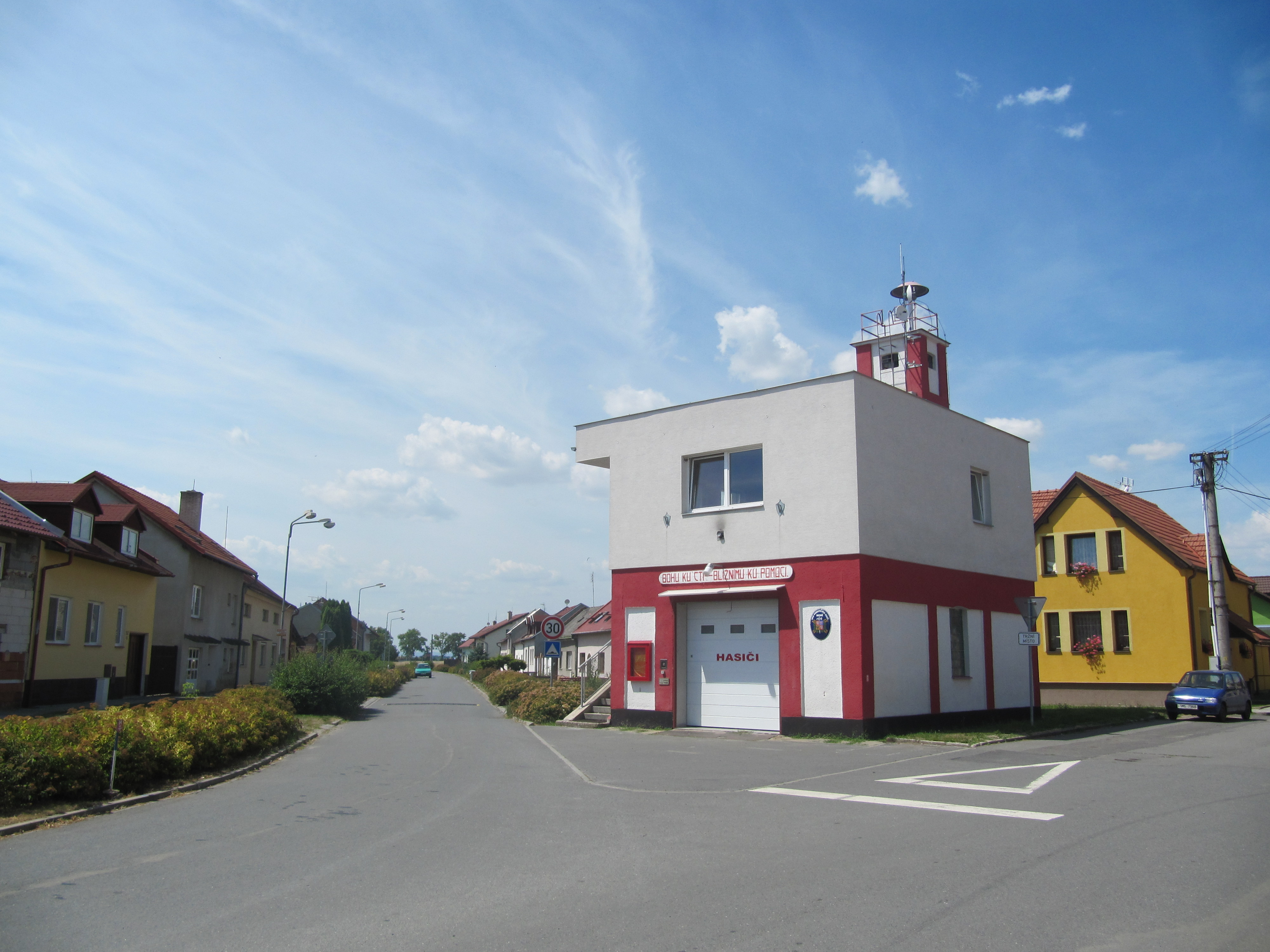
Hasičská zbrojnice
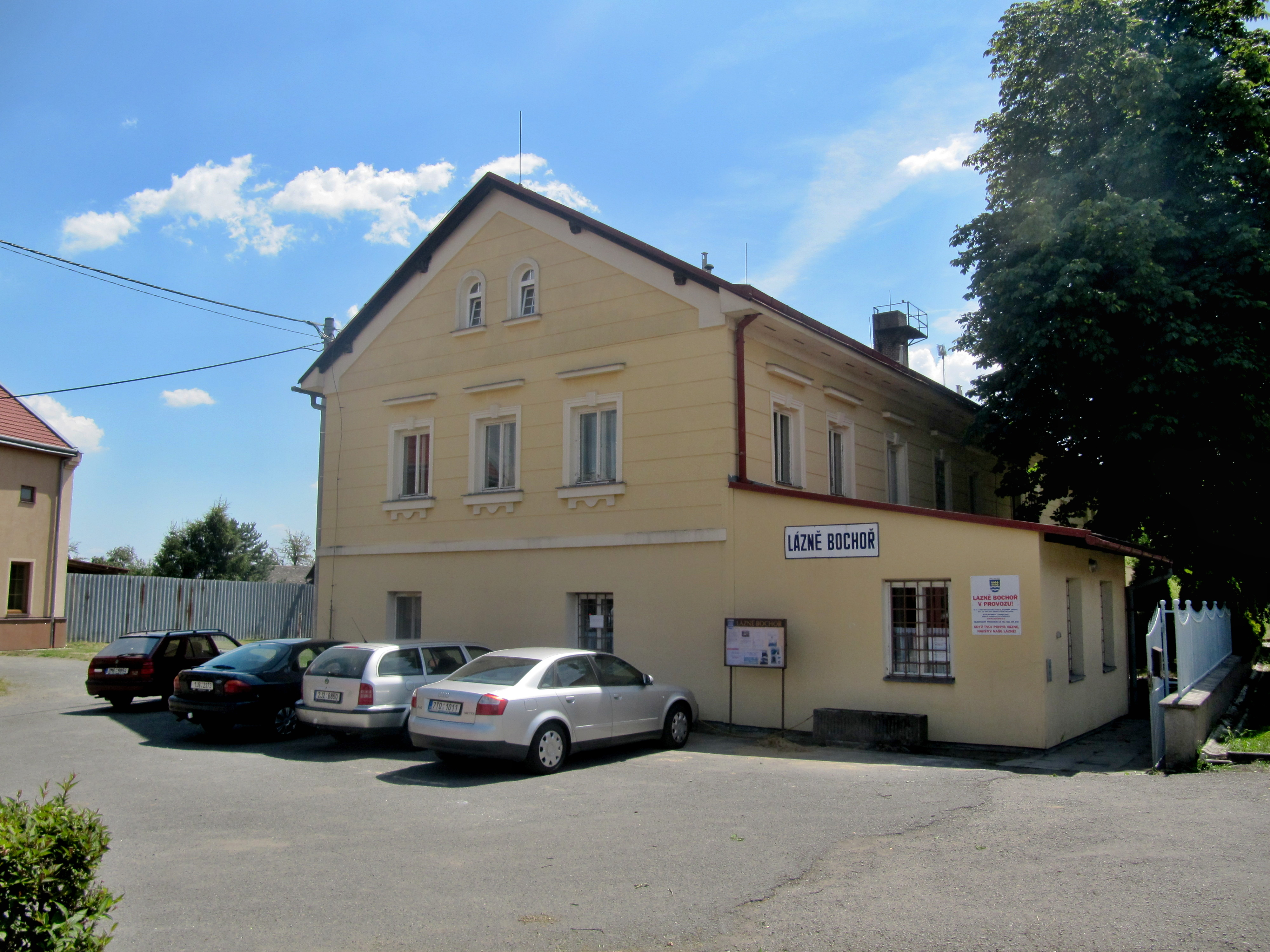
Lázně
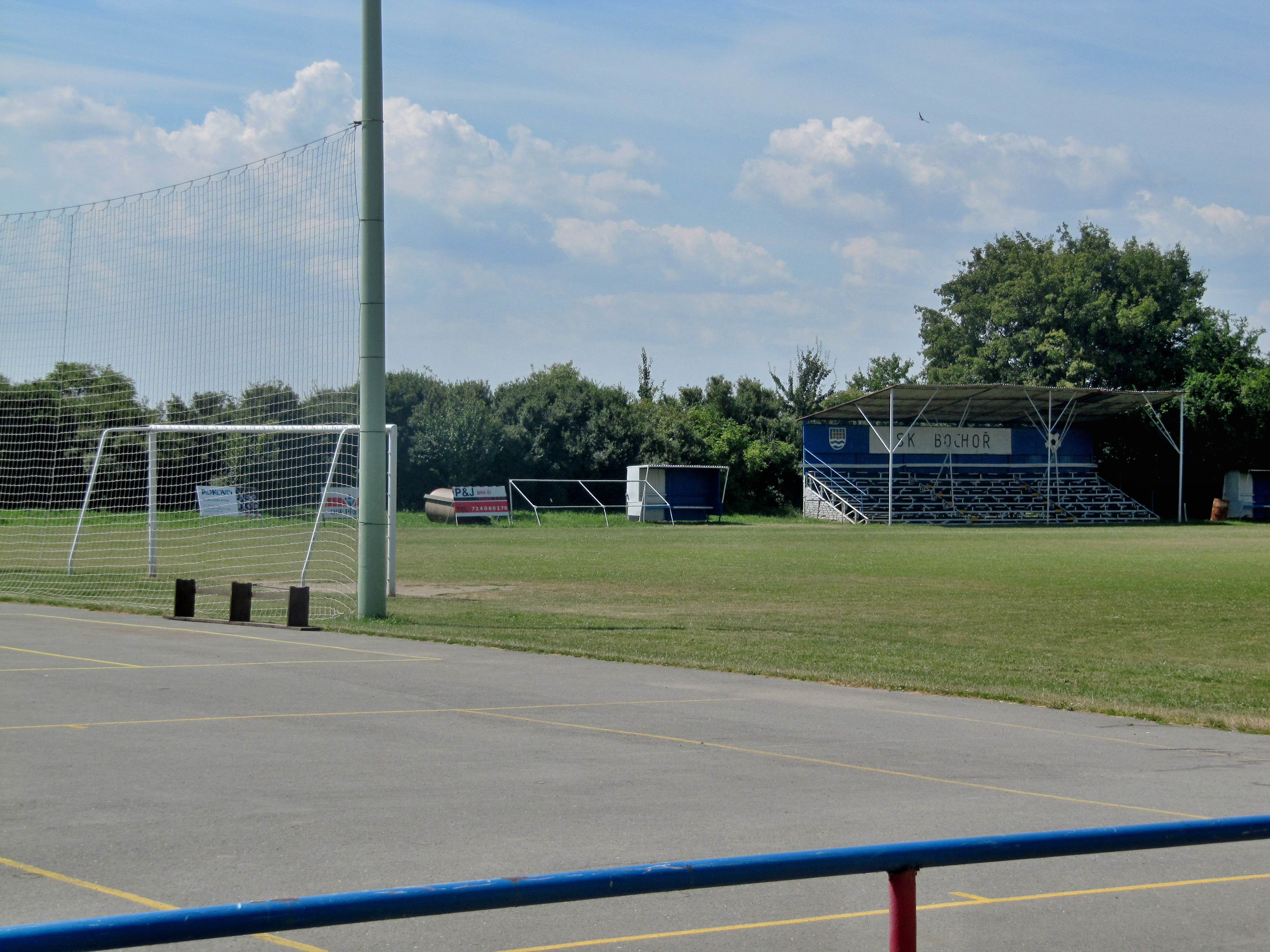
Hřiště